# Aeroclube de Brasília
O Aeroclube de Brasília é uma escola de aviação civil, que vem formando pilotos desde 1974. Além disso é um clube agradável onde os associados podem manter suas aeronaves ou desfrutar de voos nas aeronaves do Clube. Em Brasília funciona a Sede Administrativa com salas de aulas para os cursos teóricos e simuladores de voo. Em Luziânia (GO), no Aeroporto Brigadeiro Araripe Macedo, funciona a Sede Operacional onde ocorrem aulas práticas e voos dos sócios.

## Frota
Aeronaves Operacionais
Aeronaves de Instrução
- 01 Aerotec T-23 Uirapuru (PP-HKX)
- 01 Embraer EMB-711 Corisco (PT-NUG)
- 01 Cessna 152 (PR-JPS)
- 01 Cessna 172F (PT-CGG)
- 01 PIPER PA-18 (PP-GJI)

Planadores
- 01 IPE Quero-Quero KW1 (PT-PKD)
- 02 Jantar II (PP-POI)
- 01 Blanik L-13 (PT-PGS) metálico

## Cursos ministrados no Aeroclube de Brasília
- Piloto Privado (Avião / Helicóptero)
- Piloto Comercial (Avião / Helicóptero)
- Voo por Instrumento - IFR
- Instrutor de Voo - INVA

## Galeria

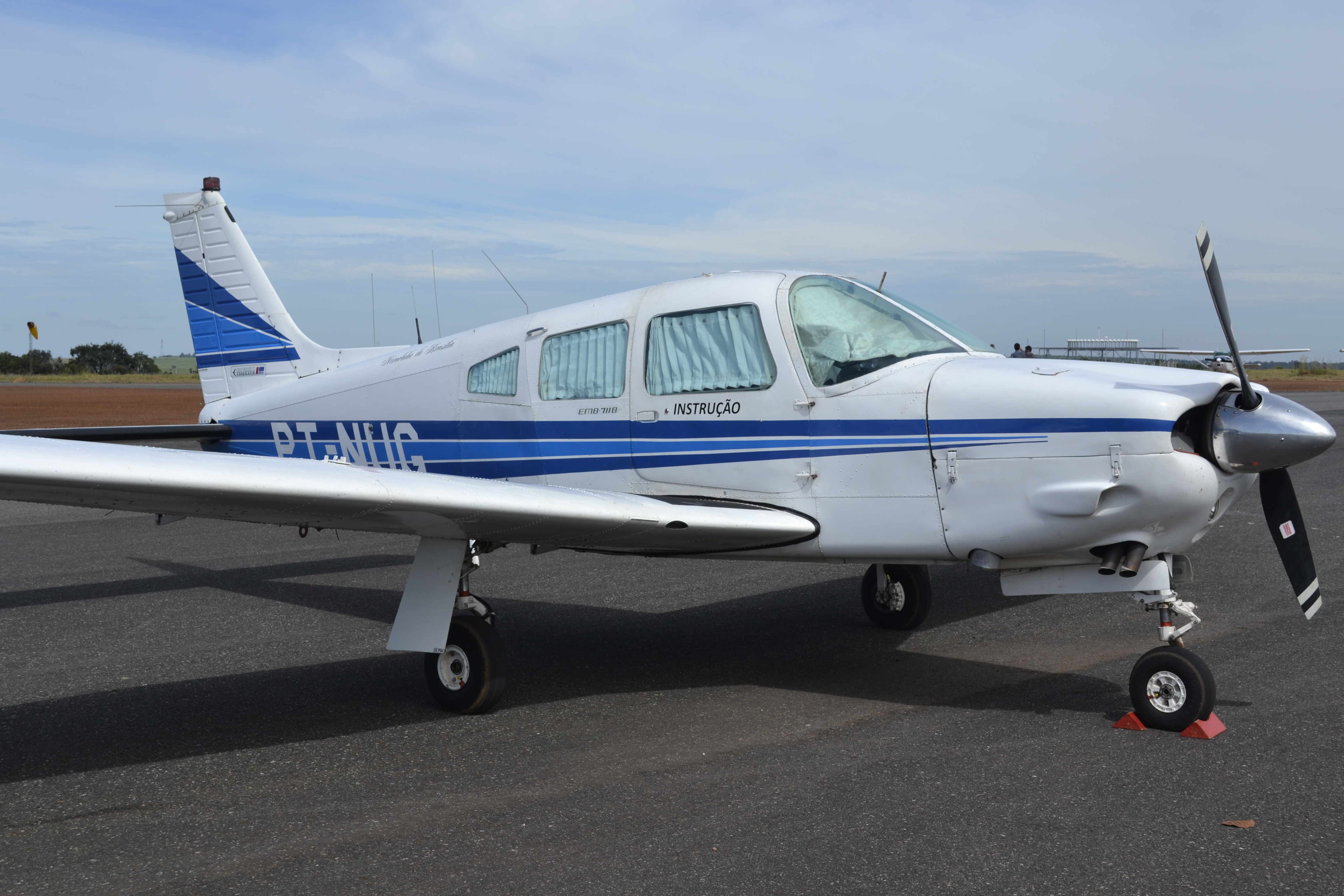
Embraer EMB-711 Corisco
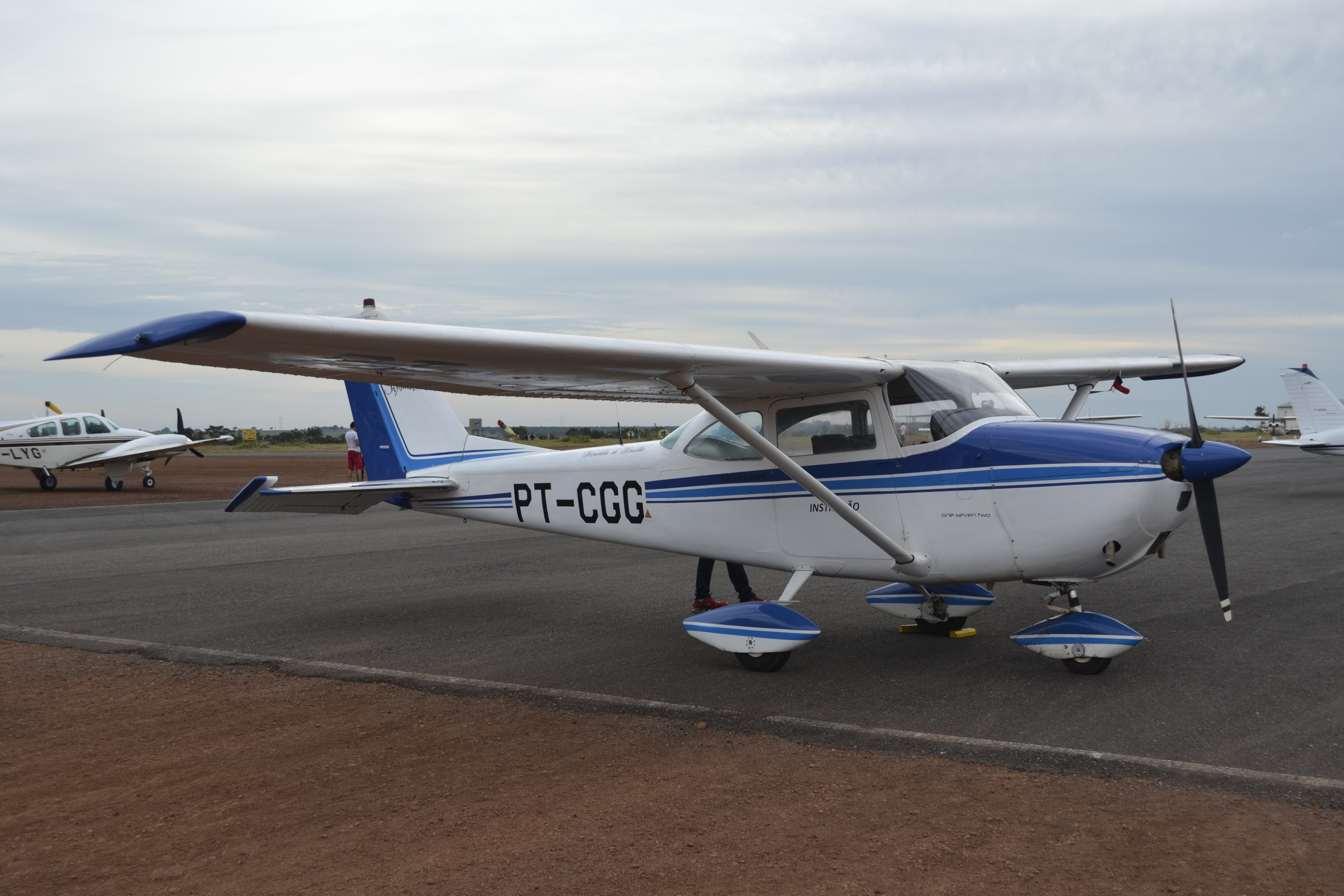
Cessna 172F
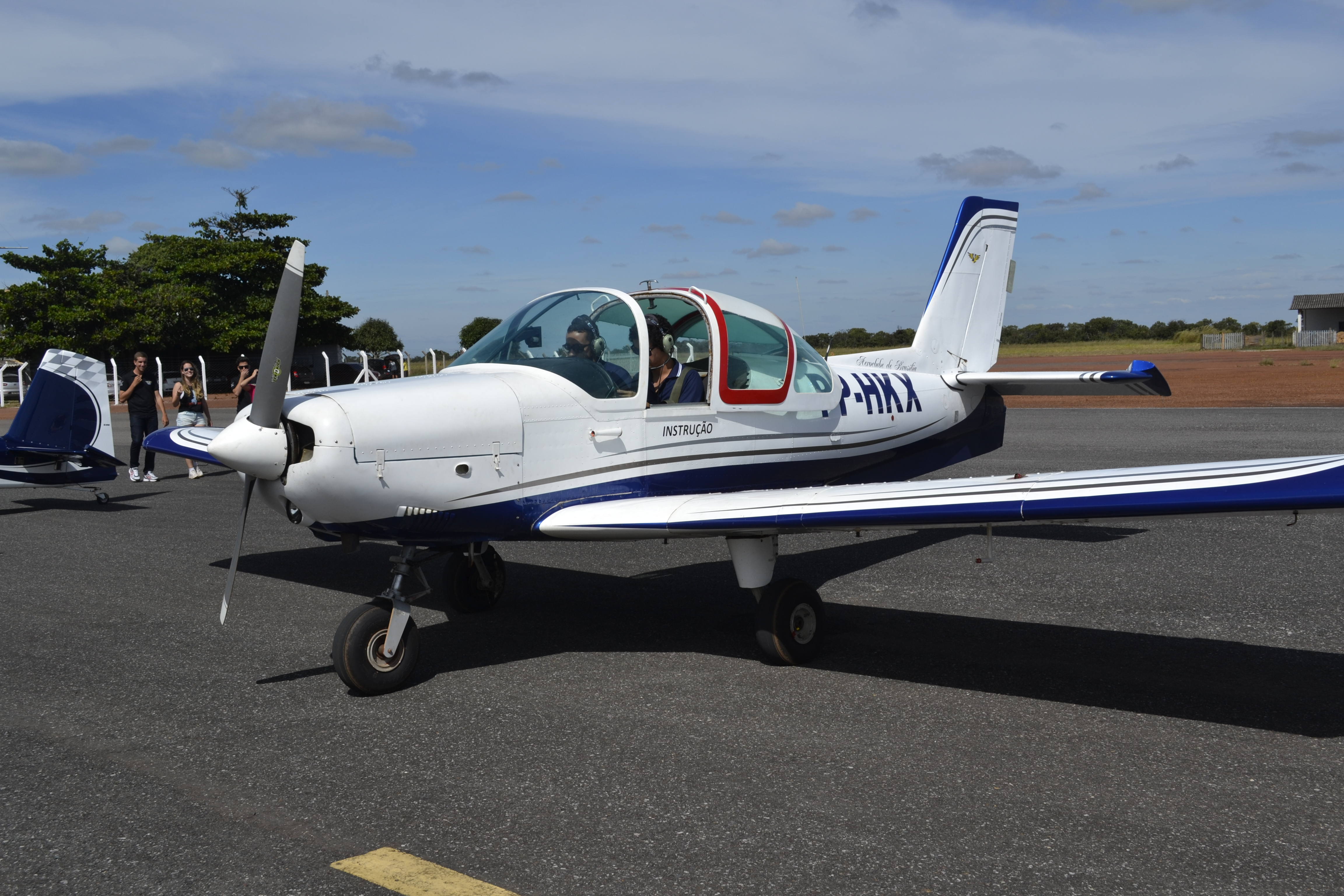
T-23 Uirapuru.
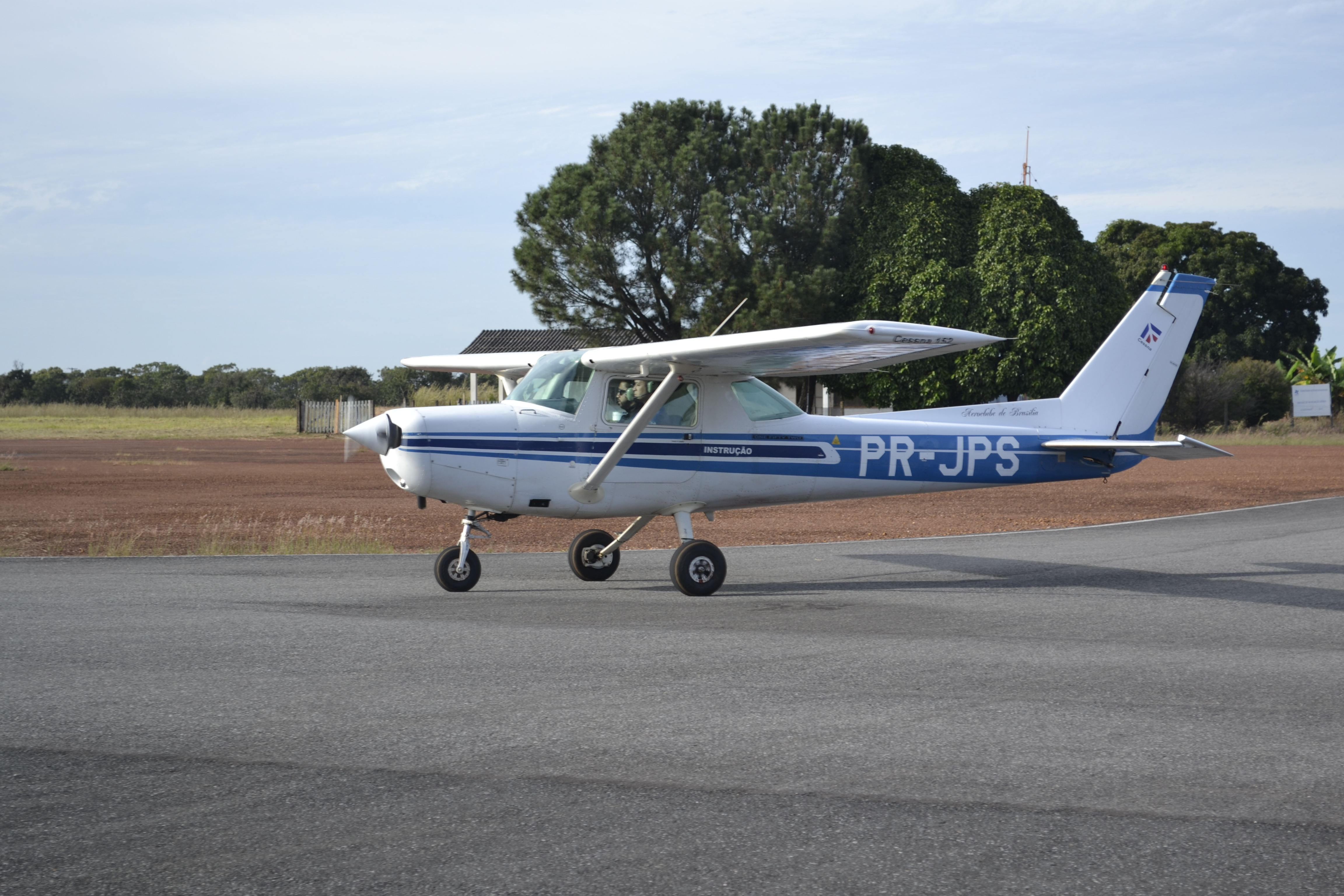
Cessna 152
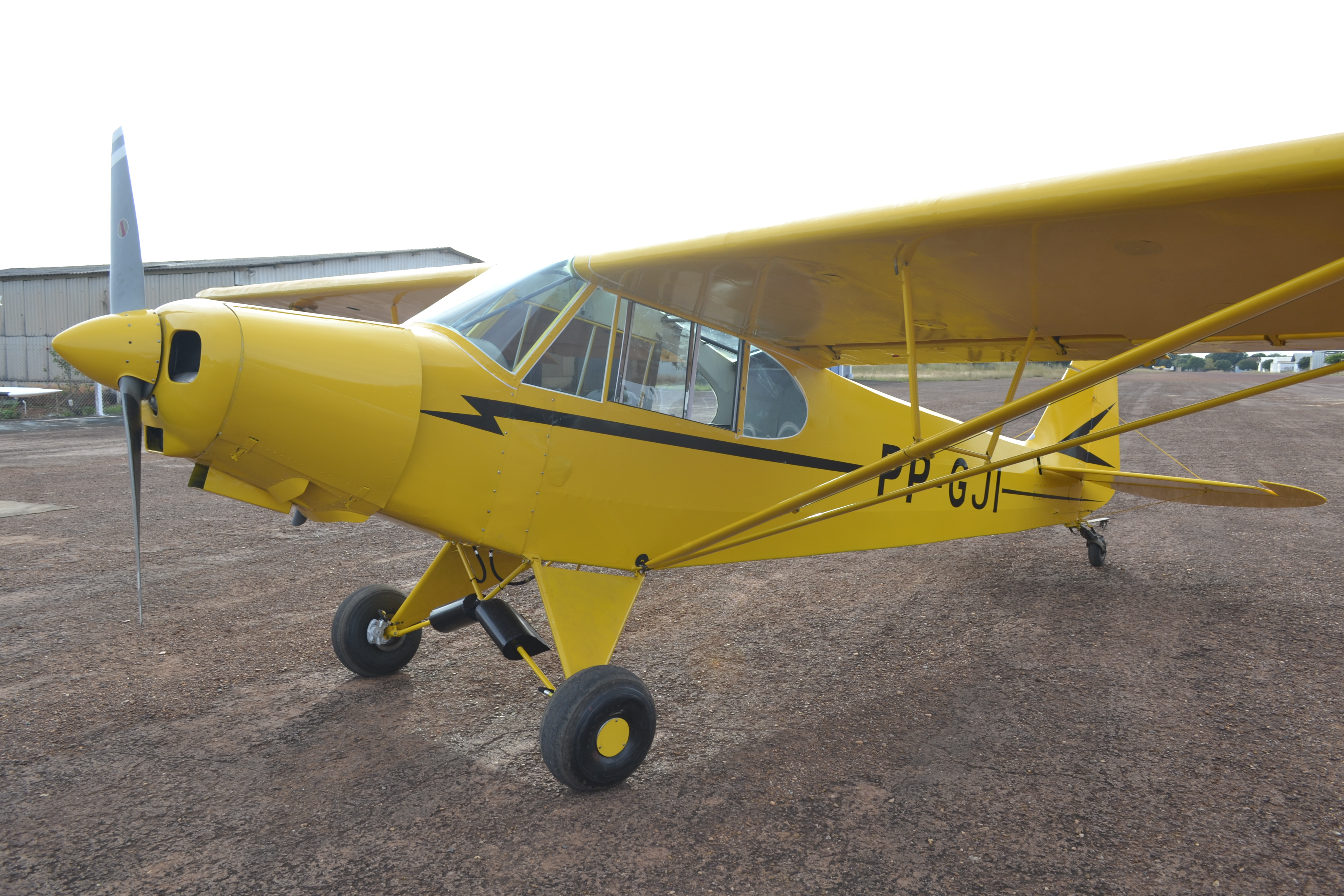
Piper PA-18